# Litvínovice
Litvínovice település Csehországban, a České Budějovice-i járásban. Litvínovice Branišov, Homole, Dubné, České Budějovice és Planá településekkel határos. Lakosainak száma 2761 fő (2024. január 1.).

## Népesség
A település lakosságának változását az alábbi diagram mutatja:
| Lakosok száma | 546  | 684  | 824  | 764  | 821  | 1107 | 2526 | 2526 | 2691 | 2761 |
|               | 1869 | 1890 | 1921 | 1950 | 1980 | 2001 | 2017 | 2019 | 2022 | 2024 |